# Altes Schloss (Scheiden)
Das Alte Schloss ist die Ruine einer hochmittelalterlichen Höhenburg bei Scheiden, einem Ortsteil der Gemeinde Losheim am See im Kreis Merzig-Wadern in Saarland.
Die Mauerreste der historisch nicht fassbaren Burganlage finden sich auf dem Adelsköpfchen, ca. 1/2 km östlich des Dorfmittelpunktes von Scheiden. Deutlich lässt sich eine Oberburg an der Kante eines Hochplateaus, gegen das sie durch einen Graben geschützt ist, von einer größeren, ca. 10 m tiefergelegenen Unterburg auf einer vorgelagerten Bergterrasse unterscheiden. Die Oberburg ist annähernd rechteckig und hatte eine stärkere Schildmauer gegen die Angriffsseite. In der Unterburg finden sich an der südlichsten Spitze die Reste eines etwas höhergelegenen rechteckigen Gebäudes sowie die Spuren einer Umfassungsmauer mit Tor an der Ostseite.
Urkundliche Belege gibt es für die Burgstelle nicht (der Name Altes Schloss ist nachmittelalterlich). Jedoch kann sie anhand der Anlage und Mauerreste ins 12. oder 13. Jahrhundert datiert werden.

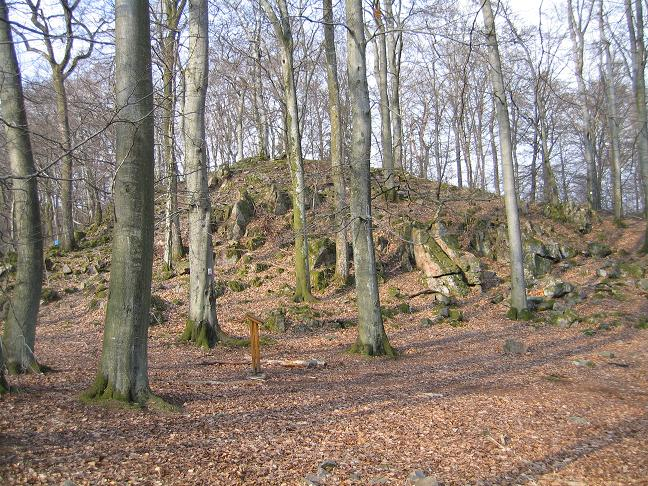
Burgstall
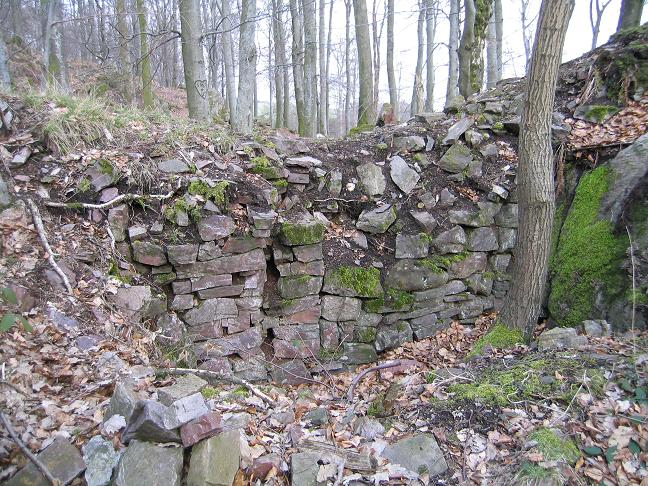
Einfach geschichtete Mauerreste
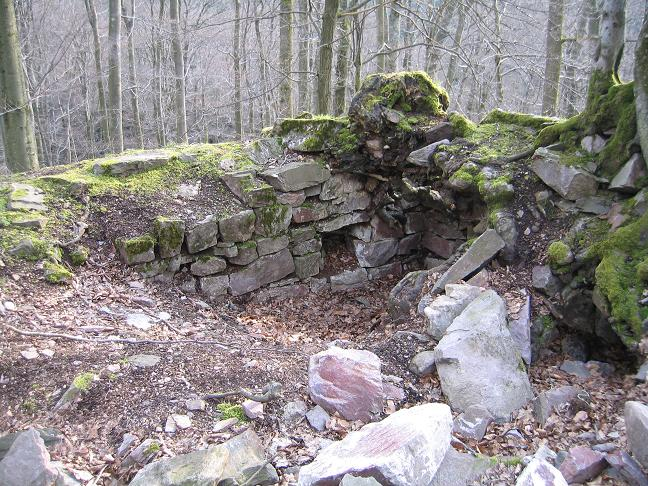
Mauerreste mit Schießscharte(?)